# Tigerlily
Tigerlily is het debuutalbum van Natalie Merchant als solo-zangeres, nadat ze in 1993 de band 10,000 Maniacs had verlaten. Het album behaalde de 13e plaats in de Amerikaanse album top 200. 
In 1996 verscheen een tour edition met een bonus cd. Op die bonus cd staan onder andere een remix van Jealousy en enkele live covers, zoals Sympathy for the devil en Son of a preacher man. In 2000 verscheen het album in meerkanaalsgeluid op dvd-audio.
Carnival was de eerste single van het album, en gaat over New York. De tweede single, Wonder, gaat over het leven van een verstandelijk gehandicapte vrouw. In de videoclip van Wonder is Natalie te zien met een groot aantal mensen met het syndroom van Down. Jealousy was de derde single, en valt qua tekst uit de toon bij andere nummers van Natalie. Jealousy gaat namelijk over haar eigen persoonlijke liefdesleven, meestal gaan haar nummers over "grotere" onderwerpen dan dat. Natalie laat weinig los in de media over haar privéleven, maar Jealousy schijnt te gaan over de verbroken verloving met een manager van haar platenmaatschappij. San Andreas Fault was de vierde single, echter deze is alleen als promo-single verschenen voor de radio. Het lied River gaat over de vroeg overleden acteur River Phoenix.

## Tracklist
01. San Andreas Fault

02. Wonder

03. Beloved Wife 

04. River 

05. Carnival 

06. I may know the word

07. The letter 

08. Cowboy romance 

09. Jealousy 

10. Where I go 

11. Seven years

## Trivia
- De ter dood gebrachte Amerikaanse serie-moordenares Aileen Wuornos wilde  Carnival gedraaid hebben tijdens haar uitvaart. Het nummer werd gebruikt als aftiteling in de documentaire Aileen: Life and Death of a Serial Killer uit 2003.